# Distretto di Los Santos
Il distretto di Los Santos è un distretto di Panama nella provincia di Los Santos con 25.723 abitanti al censimento 2010

## Geografia antropica

### Suddivisioni amministrative
Il distretto è suddiviso in 14 comuni (corregimientos):
- La Villa de los Santos
- El Guásimo
- La Colorada
- La Espigadilla
- Las Cruces
- Las Guabas
- Los Angeles
- Los Olivos
- Llano Largo
- Sabanagrande
- Santa Ana
- Tres Quebradas
- Villa Lourdes
- Agua Buena